# Наташа Корольова
Наталия Владимировна Поривай (на руски: Ната́лия Влади́мировна Порыва́й; на украински: Наталія Володимирівна Поривай), известна с псевдонима си Наташа Корольова (Наташа Королёва), е съветска украинска и руска поп певица.

## Биография
Родена е в Киев, Украинска ССР, СССР, на 31 май 1973 г. в семейството на диригентката на хорова капела „Свиточ“, в дома на учителите Владимир и Людмила Поривай.
Излиза на сцена още на 3-годишна възраст с детския хор на Радиото и телевизията на Украинската ССР. От 7-годишна възраст учи в музикално училище. Солистка е на киевската група „Мираж“, с която получава грамота през 1987 г.
През лятото на 1989 г. е на гастроли в САЩ като водеща солистка на детската рок-опера „Дете на света“. След това се установява в Москва. Нейната по-голяма сестра Ирина остава в Украйна, също е певица, ползва псевдоним Руся. 
Наталия завършва Актьорския факултет на Руския институт по театрално изкуство (ГИТИС) през 2003 г.
Удостоена е „за заслуги в областта на изкуството“ с почетното звание „Заслужил артист на Руската федерация“ през 2004 г..

## Дискография
- „Жёлтые тюльпаны“ (1990)
- „Дельфин и русалка“ (1992)
- „Поклонник“ (1994)
- „Конфетти“ (1995)
- „Бриллианты слёз“ (1997)
- „Сердце“ (2001)
- „Осколки прошлого“ (2002)
- „Веришь или нет (плюс Тарзан)“ (2003)
- „Рай там, где ты“ (2006)
- „Магия Л…“ (2015)